# Gisozi
Ne doit pas être confondu avec Gisozi (Burundi).
Gisozi est un secteur (imirenge) du Rwanda, faisant partie de la province de Kigali et du district de Gasabo.